# Symfonie nr. 5 (Atterberg)
Kurt Atterberg voltooide zijn Symfonie nr. 5 "Sinfonia funèbre" in 1922. De symfonie kreeg een motto mee: "For each man kills the things he loves". De verklaring van de subtitel is niet terug te vinden, maar kan wijzen op de Eerste Wereldoorlog (alhoewel Zweden neutraal was) of de persoonlijke crisis die Atterberg meemaakte in zijn privéleven of in zijn leven als componist. In 1923 zou hij scheiden van zijn vrouw. De subtitel "Sinfonia funèbre" (begrafenissymfonie) is slechts ten dele terug te horen in de symfonie. Deze is over het algemeen wel somber van klank, maar echt somber wordt het nergens. In deel 3 is bijvoorbeeld een wals te horen. Atterberg schreef, volgens insiders, een kleurenpracht binnen de Zweedse klassieke muziek.
Na de eerste uitvoering op 6 januari 1923 in Berlijn door het Berliner Philharmoniker onder leiding van de componist, was de ontvangst positief. Zelfs een vermaard dirigent als Wilhelm Furtwängler heeft het werk op de lessenaar gehad. De tekenen voor deze symfonie waren dus gunstig. Dat alles kon niet voorkomen dat de symfonie uit het repertoire verdween en tegenwoordig nog nauwelijks wordt uitgevoerd. Een reden hiervoor is wellicht te vinden in de (ook in eerste instantie) populariteit van Atterbergs Zesde symfonie).
De symfonie wordt achter elkaar doorgespeeld, de delen hebben slechts simpele aanduidingen: Sats I (in allegro pesante), Sats II (attaca), Sats III (attaca).
Atterberg schreef het voor:
- 3 dwarsfluiten (III ook piccolo), 2 hobo’s (II ook althobo en/of heckelfoon), 2 klarinetten, 2 fagotten
- 4 hoorns, 3 trompetten, 3 trombones, 1 tuba
- pauken, 2 man/vrouw percussie,  piano (de piano moet achter in het orkest geplaatst zijn);
- violen, altviolen, celli, contrabassen

## Discografie
- Uitgave Musica Sveciae : Stig Westerberg, Koninklijk Filharmonisch Orkest van Stockholm (opname 1990)
- Uitgave cpo: Ari Rasilainen, Radiosymfonieorkest van Frankfurt